# Simacota
Simacota es un municipio colombiano, el tercero en extensión del departamento de Santander, y forma parte de la Provincia Comunera.

## Toponimia
Simacota inicialmente se llamó Camacota, vocablo indígena que significa «Cultivo en lugar escarpado».

## División político-administrativa
El municipio se encuentra dividido geográfica y culturalmente en dos zonas: Alto Simacota y Bajo Simacota.
La Reserva Forestal de los Yariguíes divide la segunda de la del Alto Simacota, donde se encuentra ubicada la cabecera municipal, sede del gobierno local.
Además de su cabecera municipal, Simacota tiene bajo su jurisdicción los siguientes centros poblados:
- El Guamo.
- La Llanita.
- La Rochela.
- Puerto Nuevo.

## Historia

### Fundación

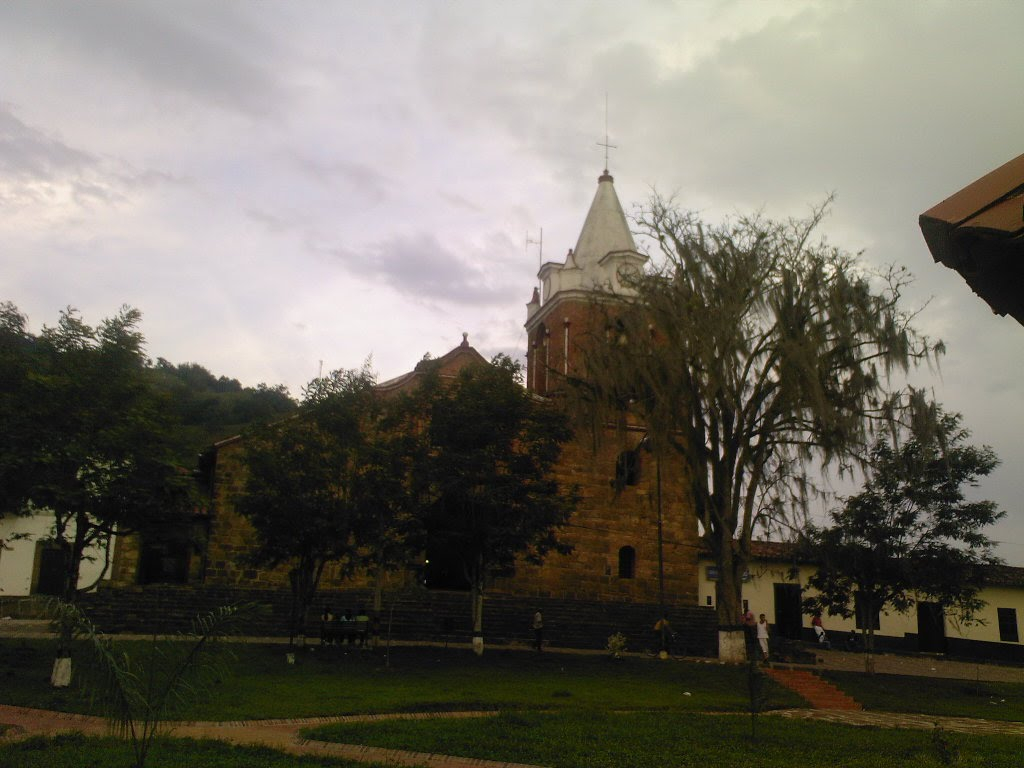
Iglesia de Simacota.

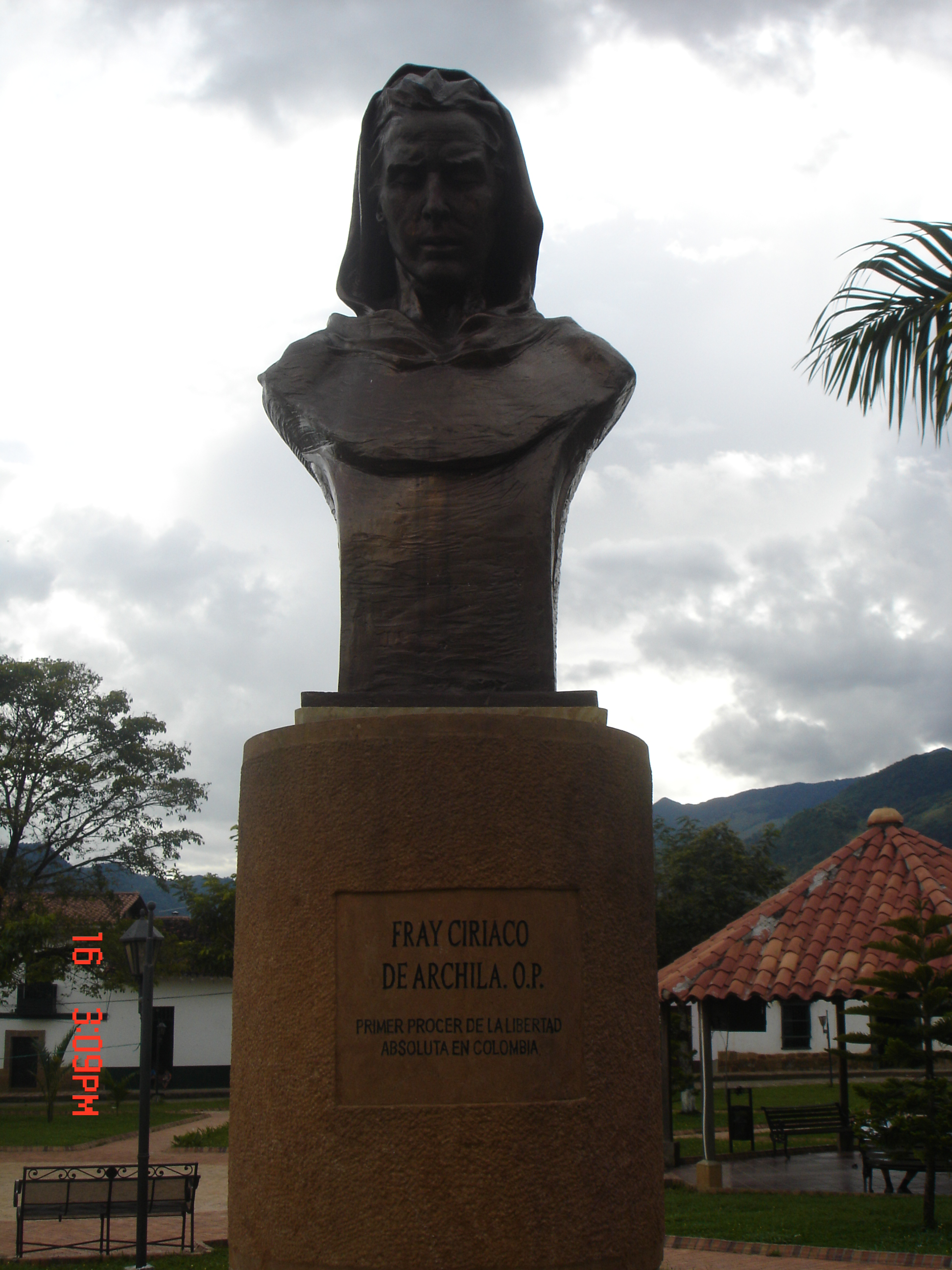
Busto del fraile Fray Ciriaco de Archila.

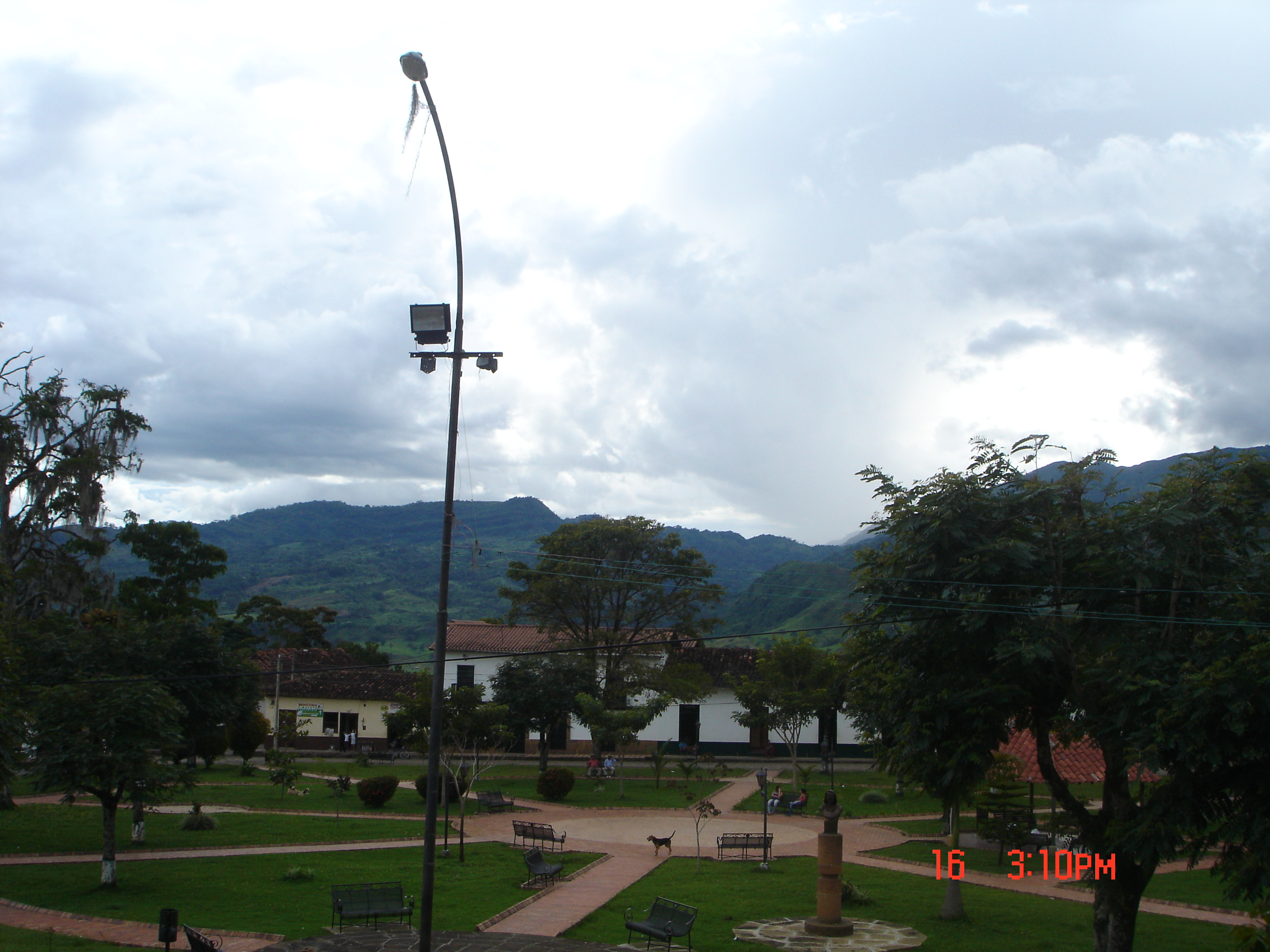
Parque principal.

En julio de 1551 el capitán español Martín Galeano, a través de Bartolomé Hernández de León,  su subalterno y encomendero de Chanchón, hizo presencia con 30 soldados. Su establecimiento en la región se tardó más de 60 años por la fuerte resistencia que opusieron los indígenas. La formación de Simacota se inició el 17 de septiembre de 1703 y en el año de 1707 fue fundada la cabecera municipal con el gran regocijo de sus pobladores. El primer cura párroco fue Joseph Domínguez Infantes.

### Apuntes históricos
Simacota ha estado presente en los principales acontecimientos de la vida nacional como protagonista de primer orden:
- El primer levantamiento comunero se da con un grupo de comerciantes que en octubre de 1780 se rebela contra los recaudadores de impuestos del virrey en lo que se conoce como la "Revolución de los magnates de la Plazoleta". Se oponían al cobro de impuestos al tabaco y al añil. Los regentes de la zona trataron de ocultar el hecho para evitar escándalo y que llegara a oídos del virrey que se encontraba en Cartagena, pero pronto le llegó noticia de los hechos, que no dudó en calificarlos como muy graves para el poder español.

- El fraile dominico simacotero Fray Ciriaco de Archila, confesor y guía espiritual del Marqués de San Jorge en Santa Fe de Bogotá, promulga el Manifiesto Comunero, que se convierte en himno de los revolucionarios y en el primer escrito contra el gobierno español, ya que promulgaba la Independencia Absoluta. Hoy se ha venido dando mayor importancia a este documento y a su autor por lo que representaron para el movimiento comunero inicial.

- Con el grito de la Independencia de 1810 se crea la Junta Gubernativa de la Provincia del Socorro que regía lo que hoy es Santander y parte de Boyacá, y que buscaba hacer frente a la previsible retaliación del Virreinato de Santa Fe ante la declaración de emancipación de este naciente Estado. A este Estado pertenecían los poblados de las provincias de Vélez, San Gil y Socorro. Como miembros beneméritos asociados (cinco integrantes) se destacaron el sacerdote José Ignacio Plata Obregón y don Asisclo José Martín Ardila (1758), quienes, al igual que el secretario de la Junta, el dr. Jacinto María Ramírez, colegial del Rosario, eran oriundos de Simacota.

- En la época de la Independencia sobresale el General Antonio Obando, quien combatió en las varias campañas de la guerra de independencia. También fue Ministro de Guerra durante el gobierno de Francisco de Paula Santander, y quien nació en Simacota. Hoy día, el colegio del municipio toma el nombre de este prócer de la Independencia.

- En 1922 la precursora de los Derechos de la Mujer, la profesora Ofelia Uribe Durán, trata de crear un colegio que, sin apoyo del gobierno, tuvo que ser cerrado y solo 45 años después el sacerdote Luis Eduardo Velandia logra abrirlo, siendo así el primer colegio del municipio.

- El 7 de agosto de 1965, la guerrilla del Ejército de Liberación Nacional (ELN),se da a conocer con la toma de la población y presentan el llamado Manifiesto de Simacota.[4]

- En Simacota, corregimiento de La Rochela, el 18 de enero de 1989 se registra la masacre de una comisión judicial, que se encontraba en la zona investigando crímenes cometidos por las autodefensas, y por la cual el Estado colombiano fue condenado por la CIDH.
- De la Parroquia Simacota se desprendieron los municipios de Hato, Chima, Santa Elena de Opón y Santa Rita, lo que le mereció el nombre de "Madre Fecunda" por parte del historiador Horacio Rodríguez Plata.

## Geografía

### Coordenadas

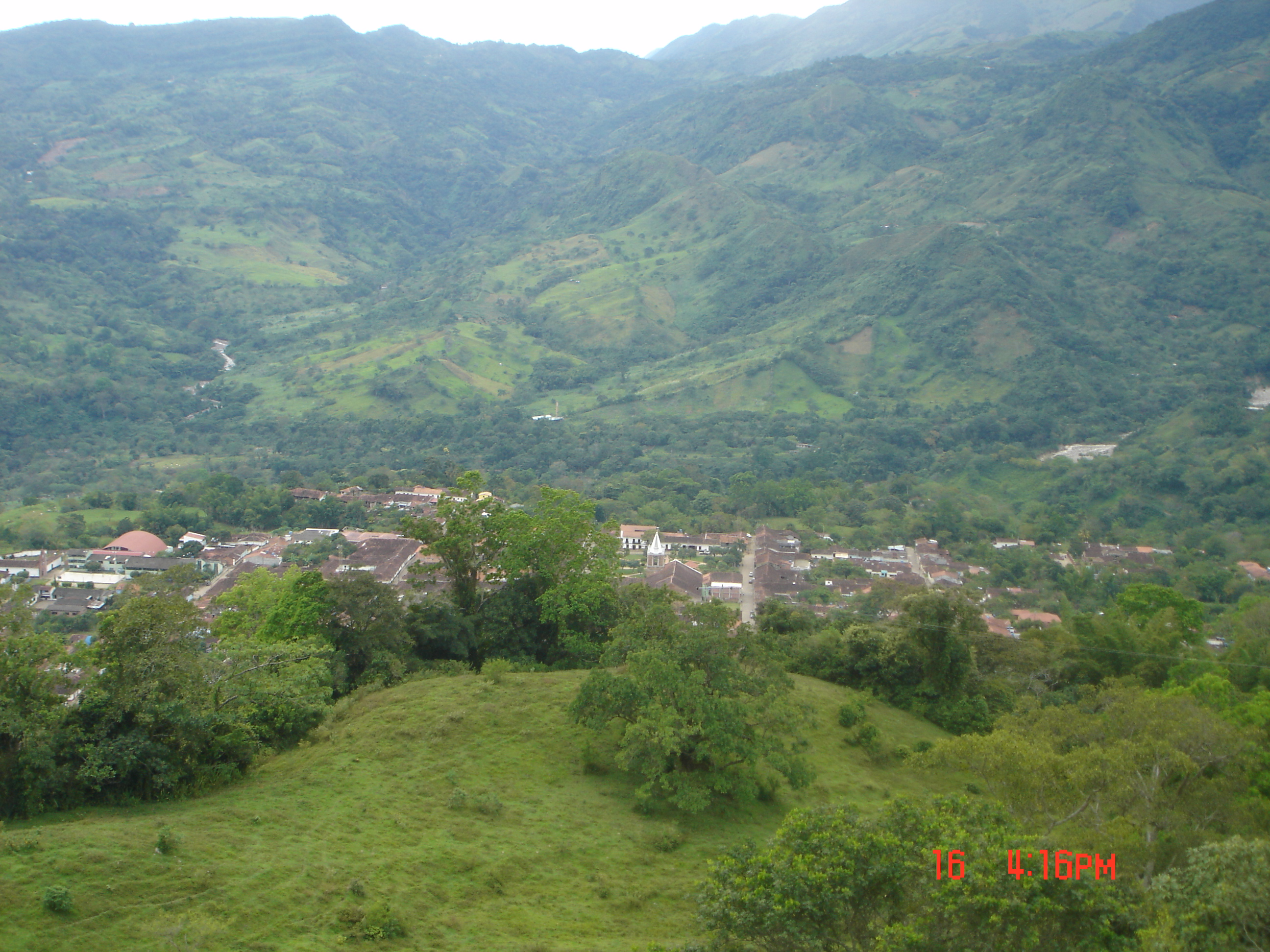
Panorámica de Simacota, Santander.

- Latitud: 06º 26' 39" N
- Longitud: 073º 20' 15" O
- Altitud: 1.190 m s. n. m.

### Límites
- Norte: municipios de Hato y El Palmar, por medio de la quebrada Cinco Mil; y con El Carmen, por medio del río La Colorada.
- Sur: municipios de Chima, Palmas del Socorro y Santa Helena del Opón.
- Oriente: municipio del Socorro, por medio del río Suárez.
- Occidente: municipio de Barrancabermeja, por medio del río Opón, y el municipio Puerto Parra.

### Patrimonio natural y cultural

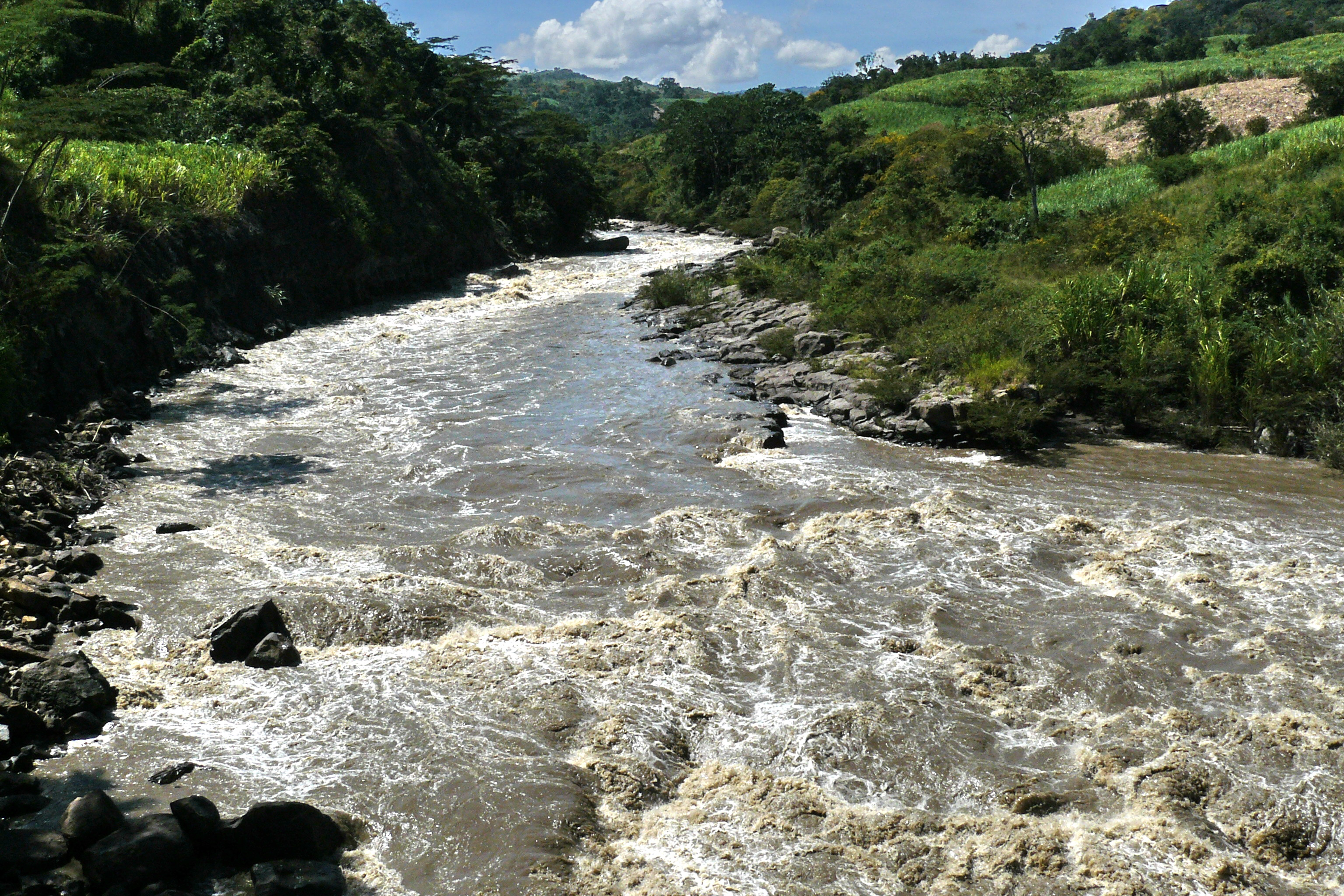
Río Suárez.

Posee una riqueza hidríca fenomenal que lo posiciona muy bien a futuro ya que lo bañan los ríos Suárez y Opón y las quebradas La Colarada, Santa Rosa, La Vega, La Guamaca, Cinco Mil, Montuosa, San Miguel, Gacha, entre otras; las Ciénagas de Vizcaína y Opón, así como numerosos nacimientos.
En la zona rural del Bajo Simacota se explotan yacimientos petrolíferos y se cuenta con reservas de uranio no explotadas en la serranía de Los Cobardes. Gran parte de su extenso territorio lo ocupa el Parque Reserva Natural de los Yariguies.
Las ricas tierras del municipio divididas en pequeñas y medianas parcelas producen café, caña de azúcar, yuca, plátano, legumbres y frutales. La ganadería es un rubro económico muy importante sobre todo en las riveras de los ríos Magdalena y Suárez.
Otras fuentes de ingresos para la población son los salarios de los funcionarios públicos, ingresos por labores de comercio, artesanías y pequeñas empresas fabricantes de dulces, panadería y alimentos.
Actualmente se explota el potencial turístico del municipio, especialmente con deportes de aventura, aprovechando bellos parajes naturales para practicar espeleología, canotaje, caminatas ecológicas y escalada bajo agua en la Cascada del Mico. A escasos 2 kilómetros del casco urbano se ubica el balneario Santa Rosa, alimentado con agua pura proveniente de la quebrada del mismo nombre que nace en las altas montañas de la Serranía de los Yariguies. El municipio hace parte del circuito turístico Ruta Comunera.
El grillo tricolor, que luce los colores de la bandera de Colombia junto a numerosas especies de aves e insectos, pueblan los bosques de la población.

## Festividades
En Simacota se celebran dos grandes festividades: en octubre, el Festival Folclórico, en el que se conmemora la Revolución de los Magnates de la Plazoleta y donde se presentan muestras culturales del municipio y de poblaciones vecinas. Y en enero, el Festival del Retorno, donde se reencuentran las familias en un ambiente festivo que congrega a muchos visitantes. Hay muestra ganadera y equina, corrida de toros, bailes populares y verbenas, entre otras actividades.